# Jaromír Skála
Jaromír Skála (15. července 1907 – 15. listopadu 1982) byl český fotbalista, záložník, československý reprezentant.

## Sportovní kariéra
Začínal v SK Pardubice, dorostenecký věk strávil v Červeném Kostelci, odkud se v necelých 18 letech do mateřského klubu vrátil. Během dalších pěti let byl u řady úspěchů týmu, který mj. v letech 1925 a 1928 vyhrál mistrovství českého venkova, v roce 1928 navíc Pohár svobody. Na začátku roku 1930 přestoupil do pražského ligového týmu AFK Bohemians, kde patřil k nejlepším střelcům a v roce 1933 byl povolán do československé reprezentace, v níž odehrál přátelské utkání proti Maďarsku. Byl v nominaci také pro následující vítězném utkání proti Rakousku ve Vídni, na hrací plochu se ale nedostal.
Za AFK Bohemians nastupoval do roku 1934, poté přestoupil do Slavie. V sezóně 1934/1935 nastoupil v 9 ligových zápasech a je tak podepsán pod titulem mistra ligy, kteří tehdy sešívaní získali. Celkem Skála v obou pražských klubech odehrál v nejvyšší soutěži 70 utkání, ve kterých vstřelil 26 branek. V roce 1935 se vrátil do SK Pardubice a v příštích dvou letech patřil k oporám sestavy, včetně sezóny 1936/1937, kdy tým vybojoval postup do 1. ligy. V nejvyšší soutěži již nehrál, přesto se v dresu A-týmu objevil ještě v roce 1939, kdy nastupoval v zápasech na turné v Norsku.
V létě roku 1938 převzal po odchodu trenéra Mazala tým SK Pardubice a stal se jeho trenérem. Ve válečných letech pak nastupoval i v týmu starých pánů. Později žil v Pardubicích a zemřel zde ve věku 75 let.